# Rendezvous in Madrid
Rendezvous in Madrid (Originaltitel: The Happy Thieves) ist eine US-amerikanische Filmkomödie von George Marshall aus dem Jahr 1962 mit Rita Hayworth und Rex Harrison in den Hauptrollen. Als literarische Vorlage diente der Roman The Oldest Confession von Richard Condon.

## Handlung
James „Jim“ Bourne hat sich als liebenswerter Gauner auf das Fälschen und den Raub berühmter Gemälde spezialisiert. Zusammen mit seiner langjährigen Gefährtin Eve Lewis wagt er den großen Coup. Aus der Privatsammlung der Herzogin Blanca stehlen sie Velázquez’ berühmtes Gemälde Venus vor dem Spiegel, das dabei durch eine perfekte Fälschung ihres Freundes Jean Calbert ausgetauscht wird. Nun soll Eve das echte Kunstwerk von Madrid nach Paris schmuggeln. Dort angekommen, muss sie feststellen, dass das Bild nicht mehr in der Rolle ist, in der es Jim versteckt hat. Jim ist entsetzt, als er davon erfährt. Der Verdacht fällt schließlich auf einen Hotelier, der im Auftrag eines unbekannten Geldgebers die Rolle des Originalgemäldes mit einem Duplikat am Bahnhof in Madrid vertauscht haben könnte. Bevor Jim ihn jedoch zur Rede stellen kann, wird der Hotelier ermordet.
Bei einer Feier auf dem prächtigen Anwesen von Herzogin Blanca, verkündet diese, dass sie demnächst den gefeierten Torero Cayetano heiraten werde. Anwesend sind auch Jim und Eve, denen ein Vetter von Blanca, Dr. Victor Muñoz, plötzlich unterbreitet, dass er den Raub des Kunstwerks aufgedeckt habe und er nicht nur im Besitz des wiedergefundenen Originals sei, sondern auch von Beweisfotos, die zeigen, wie Jim das Bild entwendet habe. Mit diesem Trumpf in der Hand will Muñoz Jim dazu zwingen, ein wertvolles Gemälde von Goya aus dem Prado zu rauben. Da Jim keine andere Wahl bleibt, plant er den Raub bis ins kleinste Detail, während sein Freund Jean eine Kopie des Goyas anfertigt. Diese soll auf einer Staffelei in den Prado gebracht und in einem geeigneten Moment mit dem Original ausgetauscht werden.

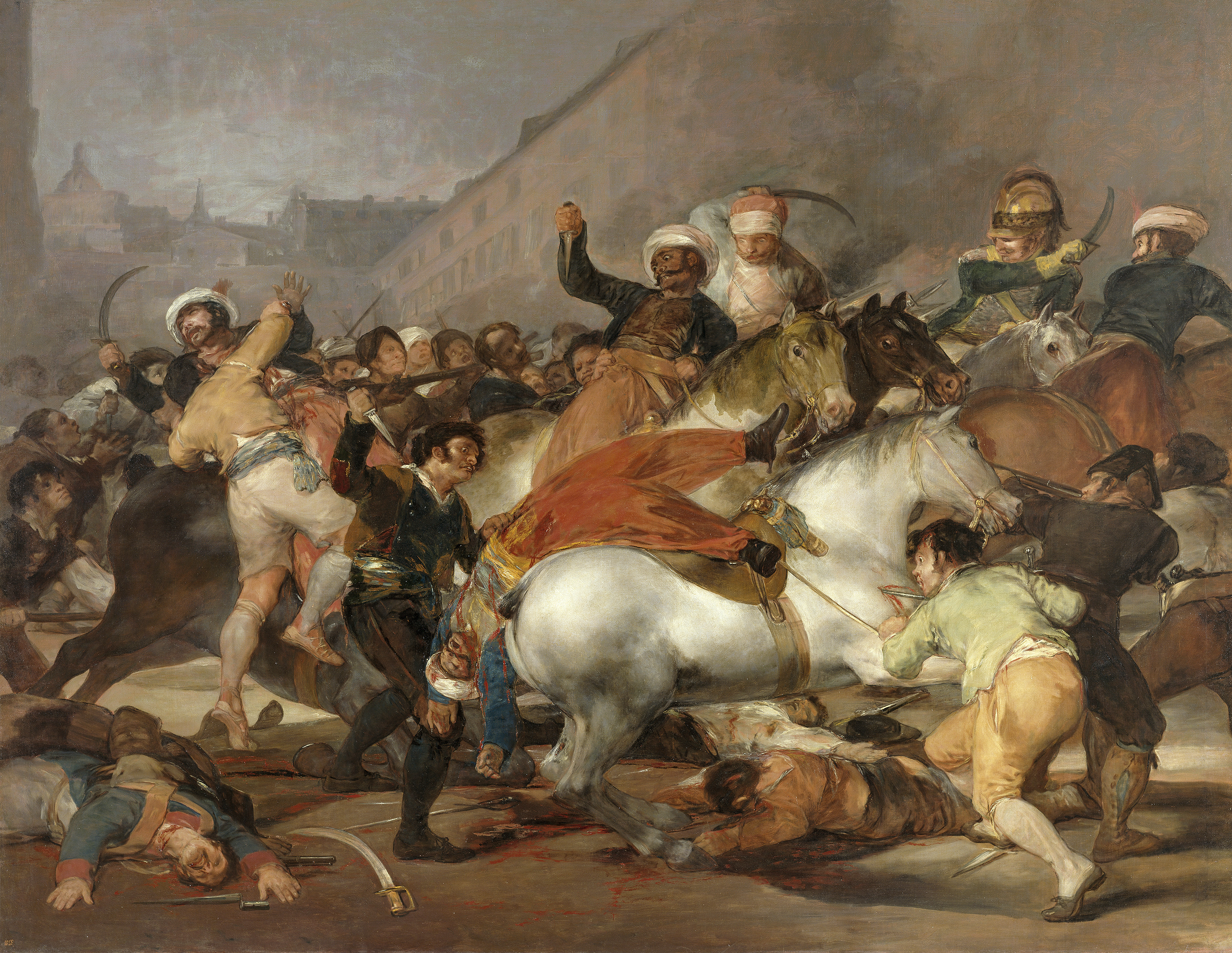
Goyas Kampf mit den Mameluken am 2. Mai 1808 in Madrid, das begehrte Gemälde im Prado

Eve ist nur mäßig begeistert von dem Plan, der ihr allzu tollkühn erscheint. Jim kann sie schließlich vom Gelingen des Unternehmens überzeugen. So plant er, den Torero Cayetano zu überreden, bei seinem nächsten Kampf der Stierkampfarena fernzubleiben, um für großes Aufsehen in ganz Madrid zu sorgen und damit auch das Wachpersonal des Museums abzulenken. Als es sich Cayetano nach anfänglichem Einverständnis anders überlegt, wird er in der Arena von Muñoz hinterrücks erschossen. Das Entsetzen der Menge und das allgemeine Durcheinander nutzen Jim und Jean, um ihr Vorhaben in die Tat umzusetzen. Als jedoch unerwartet eine Reihe von Touristen im Museum auftaucht, geht der Plan schief und sie werden von der Polizei festgenommen.
In der Zwischenzeit hat Blanca gnadenlos Rache am Mörder ihres Verlobten genommen, der nun tot in seinem eigenen Blut vorgefunden wird. Jim und Jean stehen daraufhin unter Verdacht, den Mord an Muñoz begangen zu haben. Obwohl schon bald die Mordanklage gegen beide fallen gelassen wird, plädiert der Staatsanwalt auf eine zehnjährige Haftstrafe wegen Totschlags. Nachdem Eve Jim ins Gewissen geredet hat, nimmt er ehrenvoll die alleinige Schuld auf sich, um Jean das Gefängnis zu ersparen. Eve wiederum ist bereit, auf Jim zu warten, um mit ihm ein neues, ruhigeres Leben zu beginnen.

## Hintergrund

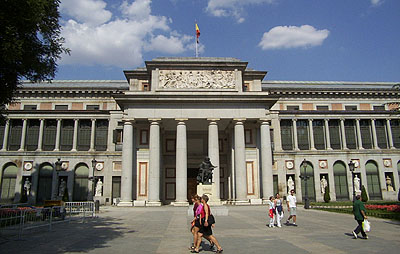
Der Prado in Madrid, ein Schauplatz des Films

Gedreht wurde an Originalschauplätzen in Madrid, unter anderem im Museo del Prado. Dort ist in einer Szene auch Rita Hayworths Tochter Yasmin Khan aus ihrer Ehe mit Prinz Aly Khan als Statistin zu sehen. Produziert wurde der Film von Hayworth und ihrem damaligen Ehemann James Hill mit ihrer gemeinsamen Produktionsfirma Hillworth Productions. Als Rendezvous in Madrid im Januar 1962 im Verleih der United Artists in den Vereinigten Staaten veröffentlicht wurde, gingen die beiden Eheleute jedoch bereits getrennte Wege. In Deutschland lief der Film am 16. März 1962 in den Kinos an. Am 19. August 1972 wurde er vom ZDF erstmals im deutschen Fernsehen gezeigt.

## Kritiken
„Vergnüglich pointierte Komödie mit charmanten und spielfreudigen Hauptdarstellern“, befand das Lexikon des internationalen Films. Der Motion Picture Exhibitor schrieb seinerzeit, dass „diese konfuse Komödie“ nie richtig in Fahrt komme. Das wiederum sei „schade, da die gute Besetzung zu einer weit besseren Leistung fähig gewesen wäre“. Das Problem liege bei der Geschichte, die Schwierigkeiten habe, „sich zu entscheiden, ob sie ernst sein soll oder nicht“. Die Schauspieler kämen „mehr oder weniger“ durch „diese Unentschlossenheit“ ins Taumeln.
Auch Dick Williams von der Los Angeles Times fand es „bedauernswert“, dass Rendezvous in Madrid nicht „als Erfolg im Bereich der frechen Gaunerkomödien“ gewertet werden könne. Das Problem sah auch Williams nicht bei den Darstellern. Die „Unzulänglichkeiten“ seien in erster Linie den Schwächen des Drehbuchs geschuldet, gefolgt von der Regie.

## Deutsche Fassung
Die deutsche Synchronfassung entstand 1962 in Berlin.
| Rolle              | Darsteller        | Synchronsprecher |
| ------------------ | ----------------- | ---------------- |
| Eve Lewis          | Rita Hayworth     | Tilly Lauenstein |
| James Bourne       | Rex Harrison      | Holger Hagen     |
| Jean Marie Calbert | Joseph Wiseman    | Günter Pfitzmann |
| Herzogin Blanca    | Alida Valli       | Ilse Kiewiet     |
| Dr. Victor Muñoz   | Grégoire Aslan    | Arnold Marquis   |
| Torero Cayetano    | Virgílio Teixeira | Rainer Brandt    |